# Willie Brigitte
Willie Virgile Brigitte, né le 10 octobre 1968 à Pointe-à-Pitre, en Guadeloupe est un citoyen français converti à l'islam.
Incarcéré en France, Willie Brigitte est soupçonné d'avoir projeté des attentats en Australie avec le mouvement radical pakistanais Lashkar-e-Toiba (LET).
Willie Brigitte est poursuivi en France dans le cadre de l'enquête sur un réseau de fourniture de faux papiers dont auraient bénéficié les assassins du commandant Massoud, chef de l'Alliance du Nord en Afghanistan et figure de la lutte contre les talibans.

## Procédure judiciaire
Le 20 octobre 2006, le juge français Jean-Louis Bruguière a signé l'ordonnance de renvoi devant le tribunal correctionnel de Paris de Willie Brigitte et de Sajid Mir, un des responsables présumé du LET au Pakistan visé par un mandat d'arrêt français.
Willie Brigitte a été jugé en février 2007 devant la 14e chambre pour « association de malfaiteurs en relation avec une entreprise terroriste », une qualification passible de dix ans de prison. Il a été condamné à neuf ans de prison.
Cinq islamistes ont déjà été condamnés à des peines de deux à sept ans de prison en mai 2005 dans ce dossier duquel le cas de Willie Brigitte avait été disjoint.